# Manuel Gomes de Amorim
Manuel Gomes de Amorim (1857 - 29 de outubro de 1918), 1.º e único Barão de Aver-o-Mar, foi um empresário agrícola português. Era filho de José Gomes de Amorim e de sua mulher Maria Gomes de Barros. Nasceu na freguesia de Aver-o-Mar, concelho da Póvoa de Varzim. A casa em que nasceu localiza-se na Travessa Gomes de Amorim dessa freguesia, que enverga uma grande placa evocativa, e duas menores, desse acontecimento. Foi um abastado agricultor e proprietário na Póvoa de Varzim. Em 4 de março de 1895, recebeu o título de barão por decreto de Carlos I de Portugal de 4 de Março de 1895. Sobrinho de Francisco Gomes de Amorim.